# Cetrel
A Cetrel iniciou suas operações em 1978, juntamente com as primeiras empresas do Polo Industrial de Camaçari. Com mais de 44 anos de atuação, a empresa é responsável pelo fornecimento de água, tratamento e disposição final dos efluentes e resíduos industriais, distribuição e reúso de água, além do total monitoramento ambiental do Polo. A Cetrel atua em todo o Brasil, sempre focada em inovação e desenvolvimento, voltada para as necessidades e demandas do cliente. Exemplo disto, o laboratório da empresa é acreditado pela Norma NBR ISO/IEC 17025 e presta serviços de análises ambientais em atendimento às diversas legislações, tais como: Conamas, NBRs e Portaria 2914.
Certificada nas normas internacionais ISO 9001, ISO 14001, ISO 45001 e ISO 17025, a empresa oferece as mais completas soluções ambientais para o setor industrial brasileiro, investindo permanentemente em projetos focados no desenvolvimento e aperfeiçoamento de tecnologias inovadoras. Com uma forte atuação em pesquisa e inovação, a Cetrel realiza investimentos anuais equivalentes a 7% do faturamento total da companhia, sempre no intuito de gerar as melhores soluções, agregando valor e competitividade para seus clientes.

## Estrutura
A Cetrel gerencia uma malha de mais de 50 quilômetros de tubulações, 30 quilômetros de canais e seis estações elevatórias para tratar 4500 metros cúbicos por hora de efluentes industriais. A empresa também é responsável pelo fornecimento de água para 60% das empresas do Polo Industrial de Camaçari, abastecendo mais de 90 companhias com água clarificada, água desmineralizada, além de água potável para o consumo humano. Entre os principais clientes da Cetrel estão a Braskem, a Bracell, a Bayer, a Elekeiroz, a Unigel e a Ambev. 
Atualmente, a organização emprega cerca de 450 pessoas, onde maior parte atua no município de Camaçari.
A empresa desenvolve ainda projetos customizados de gerenciamento e reúso de água, a exemplo do projeto Água Viva, com capacidade para até 800 metros cúbicos por hora de água de reuso.
Na área de monitoramento ambiental, a Cetrel realiza o diagnóstico, projeto, implantação e operação de redes de monitoramento da qualidade do ar em complexos industriais e centros urbanos, além de inventário de emissões atmosféricas e estudo de dispersão de poluentes atmosféricos. Oferece também serviços de consultoria em monitoramento ambiental, diagnóstico e remediação de solos e águas subterrâneas.